# رولسویل (کارولینای شمالی)
رولسویل (به انگلیسی: Rolesville) شهری در ایالت کارولینای شمالی کشور ایالات متحده آمریکا است که جمعیت آن در سرشماری سال ۲۰۱۰ میلادی، ۳٬۷۸۶ نفر بوده‌است.